# Морахалом
Морахалом (угор. Mórahalom) — місто в Угорщині в медьє Чонград, адміністративний центр Морахаломського округу.

## Історія
Морахалом є досить молодим населеним пунктом: його розвиток почався в 1970-х роках, а містом він став в 1989 році.

## Населення
Згідно з переписом 2010 року в місті проживало 6072 людини, майже всі вказали національність «угорець».
| Угорщина | Це незавершена стаття з географії Угорщини. Ви можете допомогти проєкту, виправивши або дописавши її. |